# Alfred Kaleta
Alfred Kaleta (ur. 25 marca 1907 w Karwinie, zm. 1988) – czeski i czechosłowacki polityk Komunistycznej Partii Czechosłowacji polskiej narodowości, powojenny poseł Tymczasowego Zgromadzenia Narodowego i Ustawodawczego Zgromadzenia Narodowego.